# Елвтерије (византијски епископ)
Елвтерије (грч. Ελευθέριος), је био епископ Бизанта у периоду од 129. до 136. године.
На епископском трону Бизанта заменио је епископа Диогена. Његово епископско служење било је у време владавине римског цара Хадријана. Као и његови претходници, након његове смрти био је сахрањен у храму Аргироуполису.